# My Fighting Gentleman
My Fighting Gentleman er en amerikansk stumfilm fra 1917 af Edward Sloman.

## Medvirkende
- William Russell som Frank Carlisle
- Francelia Billington som Virginia Leighton
- Charles Newton som Carlisle
- Jack Vosburgh som Huntly Thornton
- Clarence Burton som Isiah Gore